# Lasioglossum uyacicola
Lasioglossum uyacicola là một loài Hymenoptera trong họ Halictidae. Loài này được Cockerell mô tả khoa học năm 1949.